# Bačka Topola
Bačka Topola (in serbo Бачка Топола?; in ungherese Topolya) è una città e una municipalità del distretto della Bačka Settentrionale nel nord della provincia autonoma della Voivodina, in Serbia.
Il nome della città in serbo significa "pioppo della Bačka".

## Villaggi della municipalità
- Bagremovo - 204 abitanti (censimento 2002)
- Bajša - 2 568 abitanti (censimento 2002)
- Bački Sokolac - 609 abitanti (censimento 2002)
- Bogaraš - 94 abitanti (censimento 2002)
- Gornja Rogatica - 477 abitanti (censimento 2002)
- Gunaroš - 1 441 abitanti (censimento 2002)
- Kavilo - 233 abitanti (censimento 2002)
- Mali Beograd - 524 abitanti (censimento 2002)
- Mićunovo - 516 abitanti (censimento 2002)
- Njegoševo - 632 abitanti (censimento 2002)
- Novo Orahovo - 2 029 abitanti (censimento 2002)
- Obornjača - 2 abitanti (censimento 2002)
- Panonija - 794 abitanti (censimento 2002)
- Pobeda - 342 abitanti (censimento 2002)
- Srednji Salaš - 172 abitanti (censimento 2002)
- Svetićevo - 205 abitanti (censimento 2002)
- Tomislavci - 696 abitanti (censimento 2002)